# Corollario di jettature
Il Corollario di jettature è un volantino anonimo di propaganda anticlericale redatto e circolato clandestinamente a Roma verso il 1849 contro Pio IX. Nato con ogni probabilità dalla delusione per la politica del pontefice, nella quale si nutrivano aspettative di riforma, tacciava papa Mastai di recare sventura.

## Contenuto

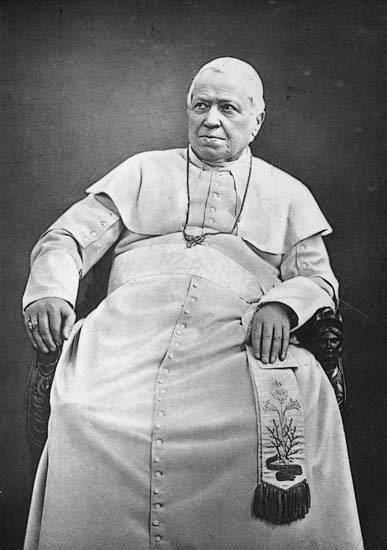
Pio IX

Il volantino consiste in un foglio di dimensioni 32 × 23, stampato fronte retro ed elencante una lunga serie di eventi calamitosi di cui Pio IX, per la semplice presenza o per un vago collegamento, sarebbe stato responsabile. Dopo aver preso le mosse dalle tracimazioni del Tevere dell'autunno 1846, avvenute poco dopo l'ascesa di Mastai al soglio pontificio, esso enumera una serie di incidenti marittimi e altri guasti a carico di imbarcazioni in qualche modo legate al papa: o nel nome, o perché battenti bandiera pontificia, o perché connesse alla fuga del pontefice a Gaeta (24 novembre 1848).
Prosegue poi con l'elencazione di numerosi decessi di personaggi in vista, cardinali, militari, nobili, religiosi, notabili, diplomatici, politici. Tra questi era anche Pellegrino Rossi, assassinato il 15 novembre 1848 dopo aver ricoperto per due mesi la carica di ministro pontificio delle finanze e, a detta del documento, aver «[perso] il cervello» attuando una «stolta politica». Ma è soprattutto sul finale che il Corollario dispiega la sua funzione di propaganda, proclamando la disgrazia politica e la sconfitta militare di coloro che sostengono il papa e la vittoria di coloro che, come la Repubblica Romana, ne prendono le distanze; mentre una frase pronunciata dal pontefice, «Benedite gran Dio l'Italia», è interpretata, scritta tutta in maiuscolo, come la maledizione che provoca il bombardamento di numerose città italiane.

### Testo
| COROLLARIO DI JETTATURE | Monsignor Palma estensore della famosa enciclica di Pio Nono del 29 Aprile 1848 muore colpito da palla di moschetto! Pellegrino Rossi ex Ministro di Francia uomo di grande ingegno tostoché viene chiamato da Pio Nono a primo Ministro perde il Cervello, ed è ucciso per la sua stolta politica! Il General Zucchi, che antecedentemente era tenuto per un sincero difensore d'Italia, chiamato da Pio Nono al Ministero della guerra diviene in un subito l'uomo il più esecrando! I Cardinali Gizzi, Ferretti ed Antonelli che pur godevano di fama di probi, e liberali appena si avvicinano a Pio Nono divengono gli uomini i più sleali del mondo! Il Duca Mario Massimi in antecedenza non discaro al Popolo Romano appena Pio Nono gli prodiga onori é Egli costretto fuggire da Roma! Il General Cavignac tostochè si dichiara in favore di Pio Nono perde la presidenza, e l'influenza della Francia! Luigi Napoleone fatto capo della Repubblica Francese quasi ad unanimità di voti, appena invia un soccorso a Pio Nono è esecrato da tutta la Nazione, che ad ogni costo lo vuole posto in stato di accusa! I prodi Soldati Francesi vittoriosi in ogni guerra son battuti, e dispersi sotto le mura di Roma, ove erano spediti per restituire il Trono a Pio Nono! Carlo Alberto entra in Lombardia dichiarandosi il braccio di Pio Nono, ed il valoroso esercito Piemontese viene battuto per ben due volte dalle orde Croate! Appena Pio Nono alza la mente a duecentomilioni di Cattolici sparsi per l'universo incominciano le rivoluzioni in Francia, Austria, Germania, Ungheria, Slavonia, Polonia, e Croazia! Appena Pio Nono proferisce le parole – BENEDITE GRAN DIO L'ITALIA – l'infelice Italia è in un subito sconquassata e vengono bombardate Milano, Venezia, Brescia, Napoli, Palermo, Messina, Catania, Genova, Livorno, Roma, e Bologna! Pio Nono benedice il Re Bombardatore e la di lui armata destinata a riporlo sul trono colla stragge de' suoi amatissimi e fedelissimi sudditi; e questa armata è messa in fuga, e distrutta in ogni scontro. Al contrario lo Stato Romano si separa dal governo temporale di Pio Nono, e le truppe di questo Stato riportano vittoria in ogni battaglia tanto contro i Francesi, che i Napolitani! |
| Poco dopo l'ascenzione di Pio Nono al trono Roma soffrì una terribile innondazione quasi eguale a quella del 1805! Nella penuria dei cereali molti bastimenti con bandiera Pontificia naufragano carichi di grano, che deve trasportarsi in Roma! Benedetto Turcati di Rimini capitano mercantile fà costruire un bastimento, e per devozione a Pio Nono gli appone il nome di Vero Pio. La plebaglia poco dopo lo incendia carico di grano, e farina destinata per Venezia! Il Tenar Vapore che servì per il trasporto degli effetti, e personaggi destinati a celare la fuga di Pio Nono sulle acque di Gaeta é colpito da un fulmine! I due Legni di mare Napolitani destinati pel servizio degli ospiti di Gaeta si urtano con gran veemenza, rimanendo annegato Oustinoff Segretario dell'Ambasciata Russa, e cagionando la morte del Cardinale Ostini! Il Pio Nono Vapore Veneziano viene predato dagli Austriaci! Nella Battaglia di Vicenza dei molti cannoni che hanno le truppe Romane il solo che si appella Pio Nono rimane preda degli inimici! Il Canonico Moroni di Senigallia amico di Pio Nono viene in Roma ad ossequiarlo e dopo poche ore dell'ottenuta udienza muore di apoplesia! Il Tenente di finanza Mordini intrinseco di Pio Nono viene da Imola per baciargli il piede, ma appena tornato al suo posto è assassinato! Il Marchese Consolini di Sinigallia viene nominato da Pio Nono suo Cameriere segreto di Spada e Cappa, e poco dopo viene trucidato! Il Cardinal Micara consigliere di Pio Nono muore al principio del suo Pontificato! Il Cardinal Massimi in un congresso avuto con Pio Nono é colpito di apoplesia e muore! L'ottimo abate Graziosi, Confessore di Pio Nono dopo essergli stato poco tempo al fianco muore repentinamente! Il grande O Connell muove dall'Irlanda per venire a rendere omaggio a Pio Nono e muore in viaggio! L'avvocato Silvani ben affetto a Pio Nono appena fatto presidente della consulta di Stato muore dopo brevissima malattia! L'Inviato Straordinario degli Stati Uniti d'America venuto a complimentare Pio Nono da parte del suo governo dopo pochi giorni l'abboccamento é morto! | Monsignor Palma estensore della famosa enciclica di Pio Nono del 29 Aprile 1848 muore colpito da palla di moschetto! Pellegrino Rossi ex Ministro di Francia uomo di grande ingegno tostoché viene chiamato da Pio Nono a primo Ministro perde il Cervello, ed è ucciso per la sua stolta politica! Il General Zucchi, che antecedentemente era tenuto per un sincero difensore d'Italia, chiamato da Pio Nono al Ministero della guerra diviene in un subito l'uomo il più esecrando! I Cardinali Gizzi, Ferretti ed Antonelli che pur godevano di fama di probi, e liberali appena si avvicinano a Pio Nono divengono gli uomini i più sleali del mondo! Il Duca Mario Massimi in antecedenza non discaro al Popolo Romano appena Pio Nono gli prodiga onori é Egli costretto fuggire da Roma! Il General Cavignac tostochè si dichiara in favore di Pio Nono perde la presidenza, e l'influenza della Francia! Luigi Napoleone fatto capo della Repubblica Francese quasi ad unanimità di voti, appena invia un soccorso a Pio Nono è esecrato da tutta la Nazione, che ad ogni costo lo vuole posto in stato di accusa! I prodi Soldati Francesi vittoriosi in ogni guerra son battuti, e dispersi sotto le mura di Roma, ove erano spediti per restituire il Trono a Pio Nono! Carlo Alberto entra in Lombardia dichiarandosi il braccio di Pio Nono, ed il valoroso esercito Piemontese viene battuto per ben due volte dalle orde Croate! Appena Pio Nono alza la mente a duecentomilioni di Cattolici sparsi per l'universo incominciano le rivoluzioni in Francia, Austria, Germania, Ungheria, Slavonia, Polonia, e Croazia! Appena Pio Nono proferisce le parole – BENEDITE GRAN DIO L'ITALIA – l'infelice Italia è in un subito sconquassata e vengono bombardate Milano, Venezia, Brescia, Napoli, Palermo, Messina, Catania, Genova, Livorno, Roma, e Bologna! Pio Nono benedice il Re Bombardatore e la di lui armata destinata a riporlo sul trono colla stragge de' suoi amatissimi e fedelissimi sudditi; e questa armata è messa in fuga, e distrutta in ogni scontro. Al contrario lo Stato Romano si separa dal governo temporale di Pio Nono, e le truppe di questo Stato riportano vittoria in ogni battaglia tanto contro i Francesi, che i Napolitani! |

## Contesto e obiettivi
L'assassinio di Pellegrino Rossi e la fuga di Pio IX a Gaeta segnarono la caduta momentanea dello Stato pontificio e la proclamazione della Repubblica. Il papa, dopo le apparenti aperture dei primi anni di pontificato, non rispondenti a un vero progetto riformista, si era inimicato i patrioti con l'allocuzione di condanna della guerra all'Austria cattolica e di rigetto della proposta di federazione degli Stati italiani. In questo contesto il rancore verso Pio IX produsse la diffusione del Corollario, operazione poco dispendiosa e di facile presa su una popolazione più avvezza alla superstizione che alla spiritualità (una tendenza indotta anche dallo stesso potere temporale dei papi, il quale, piuttosto che promuovere il senso religioso, aveva cavalcato a scopo di dominio la paura dell'irrazionale). L'operazione dovette avere successo, se è vero che il popolo, tornato il papa a Roma e a distanza d'anni, si inchinava al suo passaggio ma non si tratteneva dagli scongiuri.

## Realtà storica

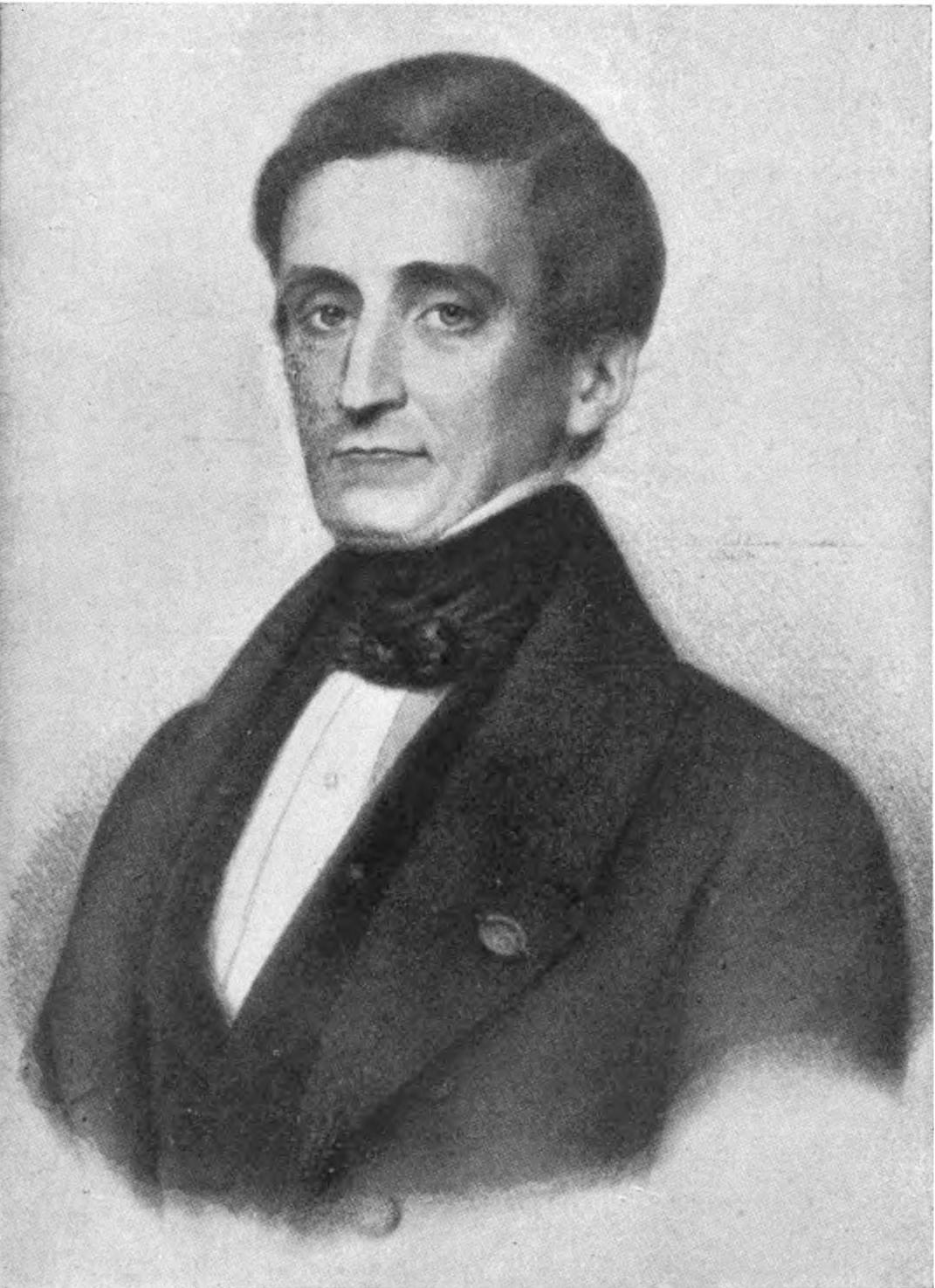
Pellegrino Rossi

I fatti raccolti dal documento sono in massima parte veri, ma la loro attribuzione al potere iettatorio del papa è un chiaro esempio di vaticinium ex eventu, procedimento nel quale si individua a posteriori un presagio di fatti ormai già accaduti, forzando così il collegamento tra il presagio (la presenza del papa) e i fatti stessi. Per giunta, gran parte delle presunte disgrazie causate da Pio IX consistette in realtà in fatti del tutto prevedibili nelle turbolenze politiche dell'epoca, che costituirono quindi loro stesse il presupposto della redazione del Corollario. Ciò vale senz'altro per l'assassinio di Pellegrino Rossi, ma più ancora per quello di monsignor Palma, segretario del papa, che secondo una teoria fu ucciso proprio perché scambiato per Pio IX.

## Echi
Il volantino trovò una prima eco in un altro documento a stampa, intitolato Pio IX, ossia l'uomo jettatore, non differente dal Corollario salvo per una chiosa che preannunciava la continuazione delle sventure. Seguì poi, verso il 1855, anche un'Appendice al Corollario, ma di carattere più pittoresco e popolare. Caduta ormai la Repubblica, questo manoscritto, pur contribuendo alla perpetuazione della fama di iettatore del papa, abbandonava la dimensione politica internazionale e ricordava eventi di poco conto – a volte perfino comici – a cui il pontefice avrebbe presenziato: il crollo della canonica di Sant'Agnese fuori le mura, l'imbizzarrirsi di alcuni cavalli, le fratture riportate in piccoli incidenti da due ragazzi, l'abbattersi di un fulmine sulla cattedrale di Velletri, l'incendio di una fornace di Anzio.

## Atteggiamento di Pio IX
Varie fonti dell'epoca attestano l'ironia, sia pure amara, di papa Mastai sulla propria nomea. Dopo il fulmine sulla cattedrale «si dice che si espresse aver Egli un magnetismo attraente gl'infortunj», e il 12 luglio 1856 rinunciò a inaugurare la ferrovia Roma-Frascati, com'ebbe a dire sorridendo, «per non portare la iettatura». Il 7 settembre 1864 si complimentò con il diplomatico Henry d'Ideville per la nascita del figlio André, e rammentando la benedizione da lui impartita alla puerpera alla vigilia del parto disse: